# Cajicá (ort)
Cajicá är en ort i Colombia.   Den ligger i departementet Cundinamarca, i den centrala delen av landet, 30 km norr om huvudstaden Bogotá. Cajicá ligger 2 559 meter över havet och antalet invånare är 24 999.
Terrängen runt Cajicá är huvudsakligen kuperad, men den allra närmaste omgivningen är platt. Runt Cajicá är det ganska tätbefolkat, med 78 invånare per kvadratkilometer. Närmaste större samhälle är Zipaquirá, 11,8 km norr om Cajicá. Trakten runt Cajicá består i huvudsak av gräsmarker.